# Церковь Вознесения Девы Марии (Миоры)
Костёл Вознесения Пресвятой Девы Марии (бел. Касцёл Узнясення Найсвяцейшай Дзевы Марыі) — католический храм в городе Миоры, Белоруссия. Относится к Миорскому деканату Витебского диоцеза. Памятник архитектуры в неоготическом стиле, построен в 1907 году. Храм включён в Государственный список историко-культурных ценностей Республики Беларусь. Расположен по адресу: ул. Кирова, д.3. Храм расположен на берегу Миорского озера в южной части города.

## История
Согласно ряду источников, первая католическая церковь в Миорах была построена ещё в XVI веке. В 1728 году в Миорах был основан монастырь регулярных каноников, при котором действовала церковь. После Польского восстания 1830 года российские власти ликвидировали монастырь, существовали планы отобрать и храм, но они не были реализованы.
В 1886 году настоятелем Миорского прихода был ксёндз Вильгельм Бородзич.
В 1907 году было завершено строительство нового католического храма в Миорах на месте деревянной часовни. Костёл был возведён в неоготическом стиле из красного кирпича по проекту виленского архитектора Антония Филиповича-Дубовика. В 1951 году костёл был закрыт, здание приспособлено под склад зерна, но уже в 1956 году костёл возвратили верующим. 25 марта 1957 года храм Вознесения Девы Марии был повторно освящён.

## Архитектура
Миорский костёл — трёхнефная неоготическая церковь с пятигранным пресвитерием, к которому с южной стороны примыкает ризница. Размеры храма — 35,5 на 21 м. По обеим сторонам главного фасада расположены две высокие башни, увенчанные шпилями. Стены усилены массивными ступенчатыми контрфорсами. Фасады украшены розетками и узкими стрельчатыми нишами. В боковую стену храма снаружи вмурованы надгробные доски князей Святополков-Мирских, владельцев имения Каменпаль, которое находится неподалёку от Миор.
В храме находится несколько старинных икон: «Богородица Розария» и «Иосиф с младенцем» (начало XIX в.), «Матерь Божья Ченстоховская» (1878), а также деревянная скульптура «Распятие» (XIX в.).
Возле храма находится памятник нерождённому ребёнку (автор А. Дранец).

## Галерея

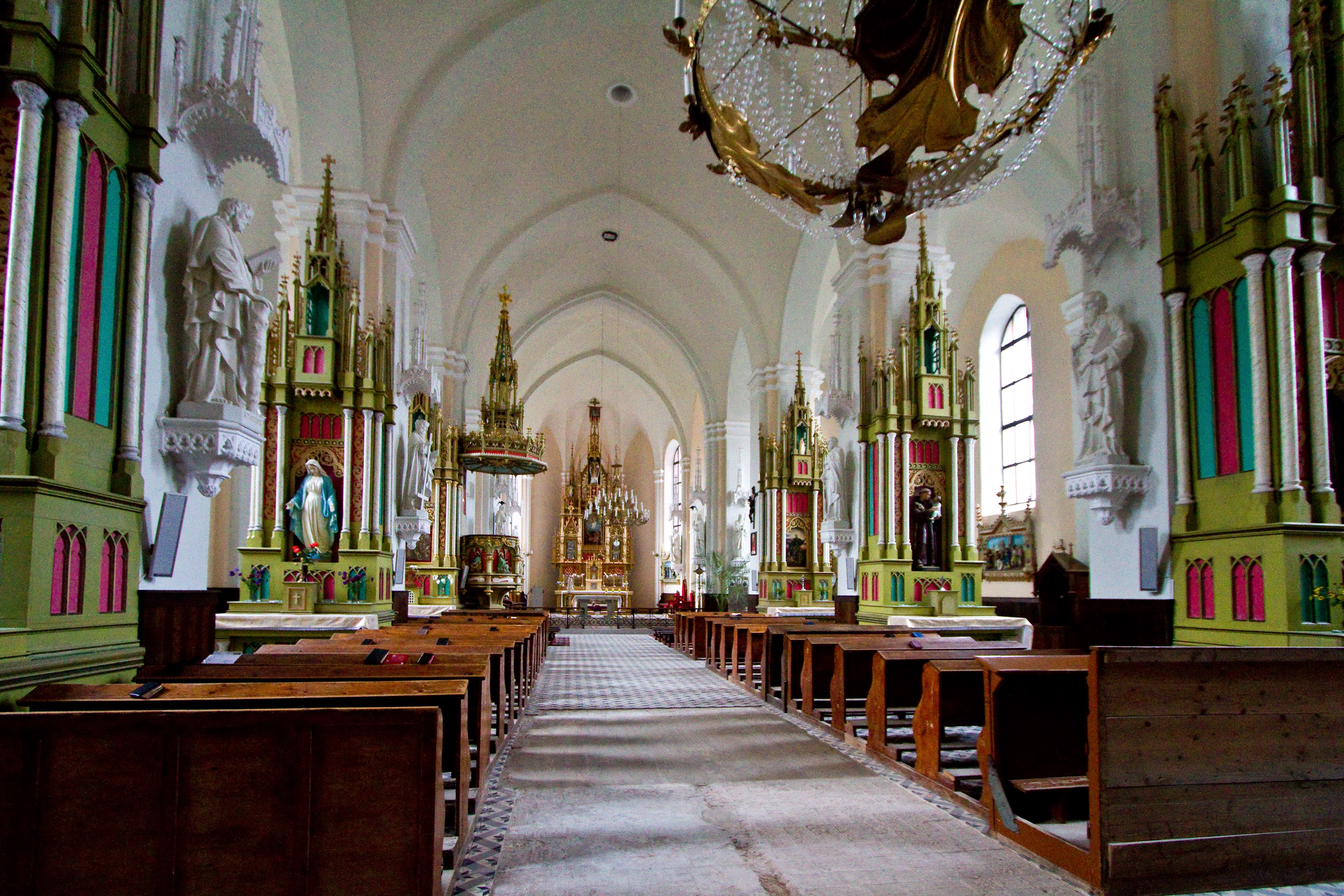
Интерьер храма
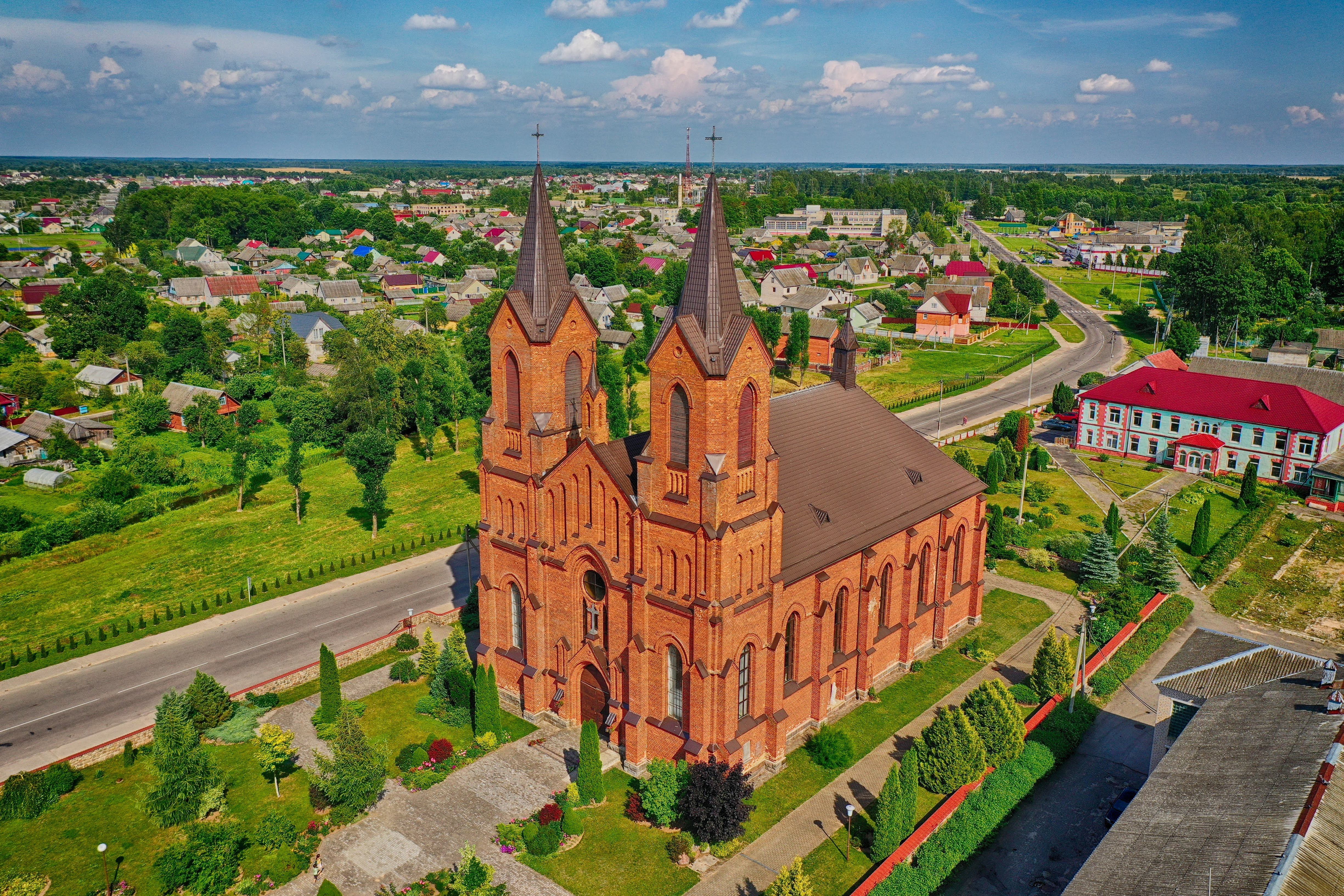
Вид сверху
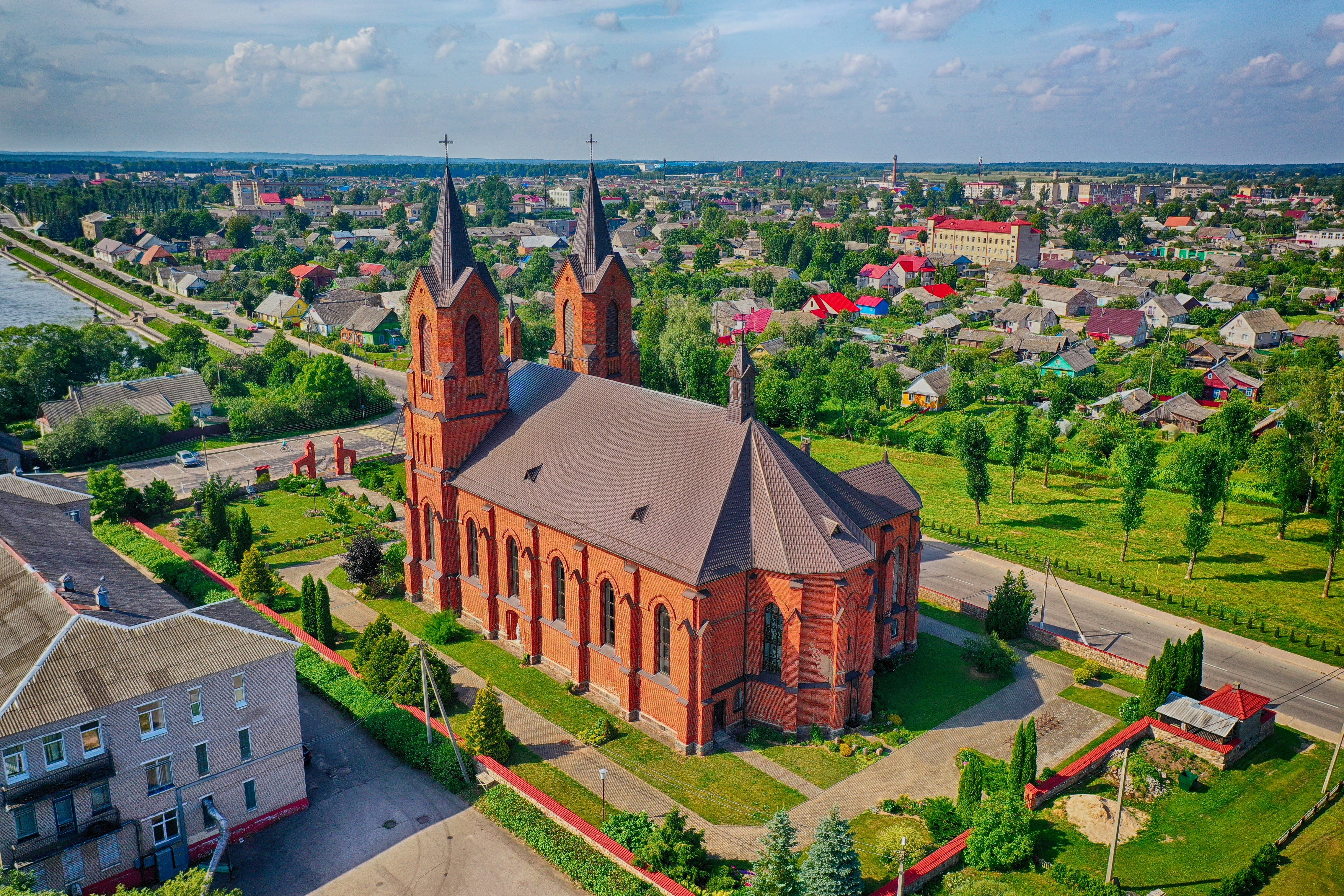
Вид сверху